# Ennya pacifica
Ennya pacifica är en insektsart som beskrevs av Leon Fairmaire. Ennya pacifica ingår i släktet Ennya och familjen hornstritar. Inga underarter finns listade i Catalogue of Life.